# Kanton Zell
Der Kanton Zell (franz.: Canton de Zell) war eine von zwölf Verwaltungseinheiten, in die sich das Arrondissement Koblenz im Rhein-Mosel-Departement gliederte. Der Kanton war in den Jahren 1798 bis 1814 Teil der Ersten Französischen Republik (1798–1804) bzw. des Ersten Französischen Kaiserreichs (1804–1814).
Vor der Annexion des linken Rheinufers im Ersten Koalitionskrieg gehörte der Verwaltungsbezirk des Kantons Zell hauptsächlich zum Kurfürstentum Trier und zum „Dreiherrischen Gebiet auf dem Hunsrück“. In einer Statistik aus dem Jahr 1808 werden in annähernd allen Gemeinden Schullehrer namentlich aufgeführt.
Im Jahre 1814 wurde das Rhein-Mosel-Departement und damit auch der Kanton Zell vorübergehend Teil des Generalgouvernements Mittelrhein und kam 1815 aufgrund der auf dem Wiener Kongress getroffenen Vereinbarungen zum Königreich Preußen. Unter der preußischen Verwaltung ging der Kanton Zell im 1816 neu gebildeten Kreis Zell im Regierungsbezirk Koblenz auf. Bruttig, Fankel und Valwig kamen gleichzeitig zum Kreis Cochem.

## Verwaltungsgliederung
Der Kanton Zell gliederte sich in 22 Gemeinden mit 43 Ortschaften, die von drei Mairies verwaltet wurden. Im Jahr 1808 lebten im Kanton insgesamt 9478 Einwohner.

### Mairie Beilstein
Zur Mairie Beilstein gehörten 19 Ortschaften in neun Gemeinden mit insgesamt 4021 Einwohnern; drei dieser Gemeinden gehörten nicht zum Kanton Zell, sondern zum Kanton Treis; von der Gesamtfläche von 3234 Hektar waren 360 Hektar als Weinberge ausgewiesen; Bürgermeister: Philipp Kläser (1808, 1812) Remy-Joseph Culot (1813). 
Gemeinden:
- Beilstein, als „Städtchen“ bezeichnet, hatte 1808 insgesamt 53 Häuser
- Briedern
- Bruttig, 94 Häuser und 425 Einwohner, seit 1969 Ortsteil von Bruttig-Fankel, gehörte zum Kanton Treis
- Fankel, 53 Häuser und 271 Einwohner, seit 1969 Ortsteil von Bruttig-Fankel, gehörte zum Kanton Treis
- Grenderich
- Mesenich
- Mittelstrimmig (Mittelstrimmich)
- Senheim
- Valwig, 46 Häuser und 212 Einwohner, gehörte zum Kanton Treis

### Mairie Blankenrath
Zur Mairie Blankenrath gehörten 13 Ortschaften in elf Gemeinden mit insgesamt 2589 Einwohnern, die in 520 Häusern lebten; Bürgermeister: Sebastian Koch (1808), F. L. Heibel (1812), Jean Best (1813). 
Gemeinden:
- Blankenrath, 52 Häuser und 156 Einwohner
- Hesweiler
- Löffelscheid, seit 1970 Ortsteil von Peterswald-Löffelscheid
- Mastershausen
- Panzweiler
- Peterswald, seit 1970 Ortsteil von Peterswald-Löffelscheid
- Reidenhausen
- Rödelhausen
- Schauren mit Walhausen
- Sosberg
- Tellig

### Mairie Zell
Zur Mairie Zell gehörten fünf Gemeinden mit insgesamt 3780 Einwohnern; Bürgermeister: Johann Adams (1808, 1812, 1813). 
Gemeinden:
- Briedel
- Bullay
- Merl, seit 1969 Stadtteil von Zell (Mosel)
- Neef
- Zell mit Kaimt, hatte 1808 insgesamt 313 Häuser